# Martěmjan Rjutin
Martěmjan Nikitič Rjutin (rusky Мартемья́н Ники́тич Рю́тин; 13. února 1890 Věrchněje Rjutino, Irkutská gubernie – 10. ledna 1937 Moskva) byl ruský komunistický politik, zastřelený jako Stalinův odpůrce.
Narodil se na Sibiři v rodině estonských politických vyhnanců. Pracoval jako venkovský učitel, v roce 1913 vstoupil do Ruské sociálně demokratické dělnické strany. Za první světové války sloužil v Charbinu, kde v roce 1917 organizoval sověty. V období občanské války vedl bolševické jednotky na Sibiři, později působil jako vedoucí tajemník dagestánského výboru strany. V roce 1924 byl povolán do Moskvy a jmenován šéfem stranické organizace ve čtvrti Krasanaja Presňa. Byl stoupencem NEPu a odmítal radikální reformy, proto zpočátku podporoval Stalina proti Trockému. V roce 1927 byl na XV. sjezdu VKS (b) zvolen kandidátem ústředního výboru. Byl také zástupcem šéfredaktora deníku Krasnaja zvezda a působil v Nejvyšší radě národního hospodářství.
Koncem dvacátých let začal Rjutin kritizovat Stalinovy autoritářské metody, v nichž viděl zradu revolučních ideálů, a přidal se k frakci Nikolaje Bucharina. V roce 1930 byl zbaven funkcí a zatčen, brzy byl ale propuštěn pro nedostatek důkazů. V roce 1932 založil opoziční skupinu Svaz marxistů-leninistů a vydal programový text Stalin a krize proletářské diktatury, v němž ostře odsoudil brutální metody kolektivizace a industrializace a vyzval stranické orgány k odvolání Stalina z funkce. Vypukla takzvaná Rjutinova aféra, která se stala pro Stalina záminkou k likvidaci posledních mocenských konkurentů. V září téhož roku byl Rjutin zbaven členství ve straně a odsouzen za podvratnou činnost k deseti letům vězení, které si odpykával ve Věrchněuralsku. Po zahájení Velké čistky byl převezen do Moskvy, kde ho vojenský soud ve zkráceném řízení odsoudil k smrti a téhož dne došlo v budově soudu k popravě, terčem represí se stala i Rjutinova manželka a děti.